# جیریسان
جیریسان (به لاتین: Jirisan) یک کوه است که در کره جنوبی واقع شده‌است. جیریسان ۱٬۹۱۵ متر بالاتر از سطح دریا واقع شده‌است.